# Rouhling
Rouhling település Franciaországban, Moselle megyében. Lakosainak száma 1965 fő (2022. január 1.). Rouhling Grosbliederstroff, Hundling, Ippling, Lixing-lès-Rouhling, Nousseviller-Saint-Nabor és Sarreguemines községekkel határos.

## Népesség
A település népessége az elmúlt években az alábbi módon változott:
| Lakosok száma | 1927 | 1920 | 1915 | 1994 | 2049 | 2055 | 2060 | 2005 | 1995 | 1965 |
|               | 1968 | 1982 | 1990 | 2006 | 2013 | 2015 | 2017 | 2019 | 2020 | 2022 |